# Ayumi Kaihori
Ayumi Kaihori (jap. 海堀 あゆみ, Kaihori Ayumi; * 4. September 1986 in Nagaokakyō, Präfektur Kyōto) ist eine ehemalige japanische Fußball-Torhüterin.

## Vereinskarriere
Ayumi Kaihori spielt seit 2008 beim Verein INAC Leonessa, der seit 2009 als INAC Kōbe Leonessa firmiert.

## Nationalmannschaft
Kaihori absolvierte ihr erstes Länderspiel für Japan am 31. März 2008 gegen Taiwan. Sie gewann mit Japan bei der 6. Frauenweltmeisterschaft 2011 den Weltmeistertitel, wo sie bei allen sechs Spielen im japanischen Tor stand und sich beim Elfmeterschießen mit zwei gehaltenen Elfmetern im Finale auszeichnete.
Kaihori gehörte auch zum japanischen Kader für die Olympischen Spiele in London. Sie kam aber nur beim 0:0 gegen Südafrika in der Vorrunde zum Einsatz.
Sie gehörte auch zum Kader der Japanerinnen für die WM 2015 in Kanada. In der Gruppenphase setzte Trainer Norio Sasaki jede Torhüterin einmal ein, Kaihori im zweiten Gruppenspiel gegen Kamerun, wo sie als einzige der drei Torhüterinnen ein Gegentor kassierte. Dennoch wurde Kaihori danach in allen Spielen der Finalrunde eingesetzt. Schon vor dem Endspiel gegen die USA wurde sie als eine von drei Torhüterinnen für den Preis der besten Torhüterin des Turniers nominiert, den letztlich US-Torhüterin Hope Solo erhielt. Im Finale kassierte sie fünf Gegentore, davon eins von der Mittellinie geschossen, bei dem sie weit vor dem Tor stand und beim Zurücklaufen den Ball nur noch mit den Fingerspitzen erreichen konnte.

## Erfolge
- Weltmeisterin bei der Fifa Frauen WM 2011 in Deutschland
- Vizeweltmeisterin 2015
- Silbermedaille bei den Olympischen Spielen 2012